# Nicolás Roberto Carrizo
Nicolás Carrizo (4 de julio de 1991; Aguilares, Tucumán, Argentina) es un futbolista argentino que juega como guardameta en San Martín de Tucumán, de la Primera Nacional.

## Estadísticas

### Clubes
Actualizado de acuerdo al último partido jugado el 13 de marzo de 2023.
| Club                           | Div.          | Temporada     | Liga  | Liga  | Liga  | Copas nacionales | Copas nacionales | Copas nacionales | Torneos internacionales | Torneos internacionales | Torneos internacionales | Total | Total | Total |
| Club                           | Div.          | Temporada     | Part. | G. R. | V. I. | Part.            | G. R.            | V. I.            | Part.                   | G. R.                   | V. I.                   | Part. | G. R. | V. I. |
| ------------------------------ | ------------- | ------------- | ----- | ----- | ----- | ---------------- | ---------------- | ---------------- | ----------------------- | ----------------------- | ----------------------- | ----- | ----- | ----- |
| Deportivo Aguilares Argentina  | 4.ª           | 2012-13       | 24    | 32    | 7     | —                | —                | —                | —                       | —                       | —                       | 24    | 32    | 7     |
| Deportivo Aguilares Argentina  | 4.ª           | 2013-14       | 16    | 10    | 6     | 2                | 1                | 1                | —                       | —                       | —                       | 18    | 11    | 7     |
| Deportivo Aguilares Argentina  | 4.ª           | 2014          | 11    | 15    | 4     | 2                | 1                | 1                | —                       | —                       | —                       | 13    | 16    | 5     |
| Deportivo Aguilares Argentina  | Total club    | Total club    | 51    | 57    | 17    | 4                | 2                | 2                | 0                       | 0                       | 0                       | 55    | 59    | 19    |
| San Martín (T) Argentina       | 3.ª           | 2015          | 14    | 13    | 4     | —                | —                | —                | —                       | —                       | —                       | 14    | 13    | 4     |
| San Martín (T) Argentina       | 3.ª           | 2016          | —     | —     | —     | —                | —                | —                | —                       | —                       | —                       | 0     | 0     | 0     |
| San Martín (T) Argentina       | 2.ª           | 2016-17       | 5     | 7     | 1     | —                | —                | —                | —                       | —                       | —                       | 5     | 7     | 1     |
| C. S. y D. San Jorge Argentina | 3.ª           | 2017-18       | 27    | 21    | 11    | 1                | 2                | 0                | —                       | —                       | —                       | 28    | 23    | 11    |
| C. S. y D. San Jorge Argentina | 3.ª           | 2018-19       | 32    | 39    | 8     | 2                | 5                | 0                | —                       | —                       | —                       | 34    | 44    | 8     |
| C. S. y D. San Jorge Argentina | Total club    | Total club    | 59    | 60    | 19    | 3                | 7                | 0                | 0                       | 0                       | 0                       | 62    | 67    | 19    |
| San Martín (T) Argentina       | 2.ª           | 2020          | 1     | 2     | 0     | —                | —                | —                | —                       | —                       | —                       | 1     | 2     | 0     |
| San Martín (T) Argentina       | 2.ª           | 2021          | 1     | 1     | 0     | —                | —                | —                | —                       | —                       | —                       | 1     | 1     | 0     |
| San Martín (T) Argentina       | 2.ª           | 2022          | 14    | 9     | 9     | —                | —                | —                | —                       | —                       | —                       | 14    | 9     | 9     |
| San Martín (T) Argentina       | 2.ª           | 2023          | 5     | 5     | 1     | —                | —                | —                | —                       | —                       | —                       | 5     | 5     | 1     |
| San Martín (T) Argentina       | 2.ª           | 2024          | —     | —     | —     | —                | —                | —                | —                       | —                       | —                       | 0     | 0     | 0     |
| San Martín (T) Argentina       | 2.ª           | 2025          | 0     | 0     | 0     | —                | —                | —                | —                       | —                       | —                       | 0     | 0     | 0     |
| San Martín (T) Argentina       | Total club    | Total club    | 40    | 37    | 15    | 0                | 0                | 0                | 0                       | 0                       | 0                       | 40    | 37    | 15    |
| Total carrera                  | Total carrera | Total carrera | 150   | 154   | 51    | 7                | 9                | 2                | 0                       | 0                       | 0                       | 157   | 163   | 53    |
| 1. 2.                          |               |               |       |       |       |                  |                  |                  |                         |                         |                         |       |       |       |

## Palmarés

### Torneos nacionales
| Título           | Club                  | País      | Año  |
| ---------------- | --------------------- | --------- | ---- |
| Torneo Federal A | San Martín de Tucumán | Argentina | 2016 |